# Мрки многобојац
Мрки ногобојац (лат. Nymphalis vaualbum) врста је лептира из породице шаренаца (лат. Nymphalidae).

## Опис
Основна боја крила је пепљастоцрвена, са жућкастим деловима, а на сваком крилу имају по једно бело и неколико црних поља. Руб крила је неправилног облика, назубљен и прати га тамни појас. Доња страна крила је у жуто-браон нијансама са карактеристичном, белом шаром у облику слова „V“. Распон крила им је између 58 и 68 mm.
Лако се распознаје по облику крила, белим мрљама са горње стране крила и белој „V“ шари са доње стране крила. Уз нешто непажње се може заменити са многобојцем и жутоногим многобојцем, а помало наликује неколико ситнијих врста, као што су копривар, егејац и бело оцило.

## Распрострањење и станишта
Мрки многобојац је изузетно редак лептир који локално настањује централну и источну Европу, одакле се шири на велики део умерене Азије и Северне Америке. Изгледа да популације ове врсте имају редовне флуктуације, бар када је европски део ареала у питању. Познато је и да врста може лако нестати и поново реколонизовати удаљена станишта, а као главни узрочник њеног нестанка се наводи температура у зимском и пролећном периоду. При томе јединке презимљавају као одрасли, након чега постају полно зреле, паре се и полажу јаја. Гусеница се развија током пролећа, а нова генерација одраслих се јавља средином године.
Налажен је дуж путева и чистина у листопадним шумама, покрај река и потока, при чему се код нас најчешће се среће у буковом појасу.
После четрдесетогодишње паузе, од 2009. године је забележено је више јединки, претежно у источној Србији. Сада је Србија међу ретким европским државама где се мрки многобојац може редовно видети. Бележен је у читавом брдско-планинском подручју, а стабилне популације постоје у околини Мајданпека са Ђердапом, на Старој и Сувој планини, у подножју Копаоника…

## Биљке хранитељке
Гусенице се прехрањују различитим врстама биљака, а најчеће на дрвећу из рода врба (Salix spp.) топола (Populus spp.) и брестова (Ulnus spp.).

## Галерија слика
- Nymphalis vaualbum
- Nymphalis vaualbum, donja strana